# Tom Canton

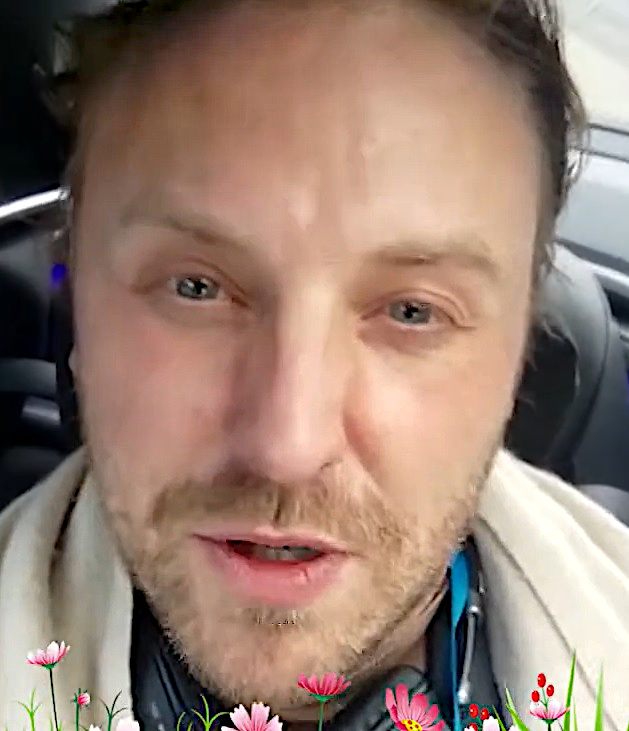
Tom Canton (2022)

Tom Canton ist ein britisch-irischer Schauspieler.

## Leben
Canton gab 2010 sein Filmschauspieldebüt im Kurzfilm Shitkicker. Es folgten Besetzungen in den Miniserien Death Comes to Pemberley und Houdini and Doyle sowie in den Fernsehserien Wasted und The Collection. 2019 war er in einer Episode der Fernsehserie Der junge Inspektor Morse zu sehen. Einem breiten Publikum wurde er ab 2019 durch seine Rolle des Filavandrel im Netflix Original The Witcher bekannt, die er bis einschließlich 2023 verkörperte. 2021 sprach er im Animationsfilm The Witcher: Nightmare of the Wolf dieselbe Rolle ein. Nach dessen Serientod in der dritten Staffel stieg er nach insgesamt zehn Episoden aus der Serie aus.
Als Theaterdarsteller wirkte Canton an Stücken unter anderen des The Gate Theatre, des The Abbey Theatre und des Almeida Theatre mit. Im letzteren spielte er im William-Shakespeare-Stück Richard III. die Doppelrolle des Sir Robert Brakenbury / Earl of Richmond. Die Aufzeichnung des Stücks erschien am 21. Juli 2016 als Verfilmung.

## Filmografie (Auswahl)
- 2010: Shitkicker (Kurzfilm)
- 2013: Death Comes to Pemberley (Miniserie, 3 Episoden)
- 2016: Houdini and Doyle (Miniserie, Episode 1x05)
- 2016: Richard III
- 2016: Wasted (Fernsehserie, 4 Episoden)
- 2016: The Collection (Fernsehserie, Episode 1x03)
- 2017: The Good Karma Hospital (Fernsehserie, 3 Episoden)
- 2018: Pixies (Fernsehserie, Episode 1x01)
- 2018: In My Skin (2020)
- 2018: Dark Heart (Fernsehserie, 2 Episoden)
- 2019: Der junge Inspektor Morse (Endeavour, Fernsehserie, Episode 6x01)
- 2019–2023: The Witcher (Fernsehserie, 11 Episoden)
- 2020: Truth Seekers (Fernsehserie, Episode 1x03)
- 2021: The Witcher: Nightmare of the Wolf (Animationsfilm, Sprechrolle)
- 2022: Bloods (Fernsehserie, Episode 2x07)

## Theater (Auswahl)
- Wuthering Heights, The Gate Theatre
- The Picture of Dorian Grey, The Abbey Theatre
- Richard III., Regie: Rupert Goold, Robin Lough, Almeida Theatre